# Incendio del Costa Allegra
El incendio del Costa Allegra fue un accidente ocurrido en el crucero Costa Allegra el 27 de febrero de 2012. Sucedió debido a una falla mecánica en los generadores de electricidad del buque que provocó que quedara a la deriva. Además, de los 636 pasajeros y 413 tripulantes, no hubo fallecidos.
El crucero, propiedad de Costa Cruceros había partido desde Madagascar con destino a Seychelles y tuvo su última escala en Mauricio. Además, un crucero de la misma empresa, el Costa Concordia, había encallado en las aguas de la Isla del Giglio, Italia, el 13 de enero del mismo año.

## Sucesos
Durante las horas de la mañana del 27 de febrero de 2012, un incendio comenzó en la sala del generador eléctrico del crucero. El fuego fue extinguido por el sistema de extinción de incendios a bordo y no hubo heridos, pero el barco se quedó sin energía y a la deriva a unas 200 millas náuticas al suroeste de las islas Seychelles. El crucero, fue remolcado por un buque francés de pesca de atún llamado Trévignon, de la Compagnie Française du Thon Oceanique (CFTO) con sede en Concarneau, a Mahé en las Seychelles para su reparación y evacuación de los pasajeros.
Luego del incidente, Costa Cruceros anunció que Costa Voyager asumiría las travesías del Costa Allegra planificadas desde el 18 de marzo hasta el 1 de julio. Además, el 9 de marzo de 2012, anunció que el Costa Allegra no volvería a servicio con la empresa a finales de 2012. Finalmente, el crucero quedó varado en Aliaga, Turquía, para su desguace.